# Apollo del Belvedere
L'Apollo del Belvedere, noto anche come Apollo Pitico, è una celebre statua marmorea risalente al periodo post-ellenistico (seconda metà del II secolo d.C.), dopo la conquista romana della Grecia antica. È tutt'oggi considerata, per l'armonia delle proporzioni, una delle più belle opere di tutta l'antichità, espressione del concetto di "bello ideale". 

## Storia
Fu ritrovato verso la fine del XV secolo probabimente ad Anzio, durante il Rinascimento.
A partire dalla metà del XVIII secolo, venne considerata come uno dei supremi capolavori dell'arte mondiale, nonché come modello assoluto di perfezione estetica. L'opera, databile entro la metà del II secolo a.C., è oggi considerata la replica di un bronzo eseguito tra il 330 e il 320 a.C. dallo scultore greco Leocare, uno degli artisti che lavorarono al Mausoleo di Alicarnasso.
Prima della collocazione nel Cortile del Belvedere, l'Apollo, che sembra sia stato scoperto nel 1489 a Grottaferrata, dove Giuliano Della Rovere era abate commendatario, ricevette solo poche attenzioni dagli artisti, benché esso fosse stato abbozzato due volte nel libro dei disegni di un allievo del Ghirlandaio durante l'ultimo decennio del XV secolo. Benché si sia sempre pensato che la statua appartenesse a Giuliano Della Rovere prima che egli venisse eletto pontefice, col nome di Giulio II, il suo collocamento appariva confuso fino al 1986: il cardinale Della Rovere, che portava il titolo di San Pietro in Vincoli si spostò da Roma durante il papato di Alessandro VI (1494-1503); Deborah Brown ha dimostrato che frattanto l'Apollo soggiornò nel giardino dei Santi Apostoli e non nella chiesa titolare, come presunto. Venne descritto da Johann Joachim Winckelmann nel suo trattato sulla storia dell'arte nel 1763, l'Apollo venne considerato anche all'epoca del neoclassicismo un'opera di maestosa importanza. Secondo lo storico dell'arte Ernst Gombrich, per Hegel e i suoi contemporanei non si trattava solo di un simbolo della divinità solare, bensì di una rappresentazione del dio stesso in forma umana in un'adeguata forma sensibile.
La fama dell'Apollo era realmente europea e andava incarnando valori di rinnovamento politico, etico e sociale; a tal proposito vale la pena ricordare un aneddoto avvenuto durante il periodo della rivoluzione francese e delle spoliazioni napoleoniche. Il vescovo Henri Gregoire davanti alla Convenzione del 1794: "Se le nostre armate vittoriose penetrassero in Italia, l'asportazione dell'Apollo del Belvedere e dell'Ercole Farnese sarebbe la più brillante delle conquiste. È la Grecia che ha ornato Roma: ma i capolavori delle repubbliche greche dovrebbero forse ornare il paese degli schiavi (i.e. l'Italia)? La Repubblica Francese dovrebbe essere la loro sede definitiva". L'opera fu oggetto in effetti delle spoliazioni napoleoniche durante l'occupazione francese attuate col Trattato di Tolentino. Il Papa commissionò allora allo scultore Canova, per rimpiazzare la grave perdita nel Cortile del Belvedere, la statua neoclassica di Perseo vincitore di Medusa, che riprende l'atteggiamento dell'Apollo. Dopo la caduta di Napoleone la statua dell'Apollo venne restituita allo Stato della Chiesa e ricollocata nella sua sede originaria, grazie all'opera dello stesso Antonio Canova nel 1816.

## Descrizione

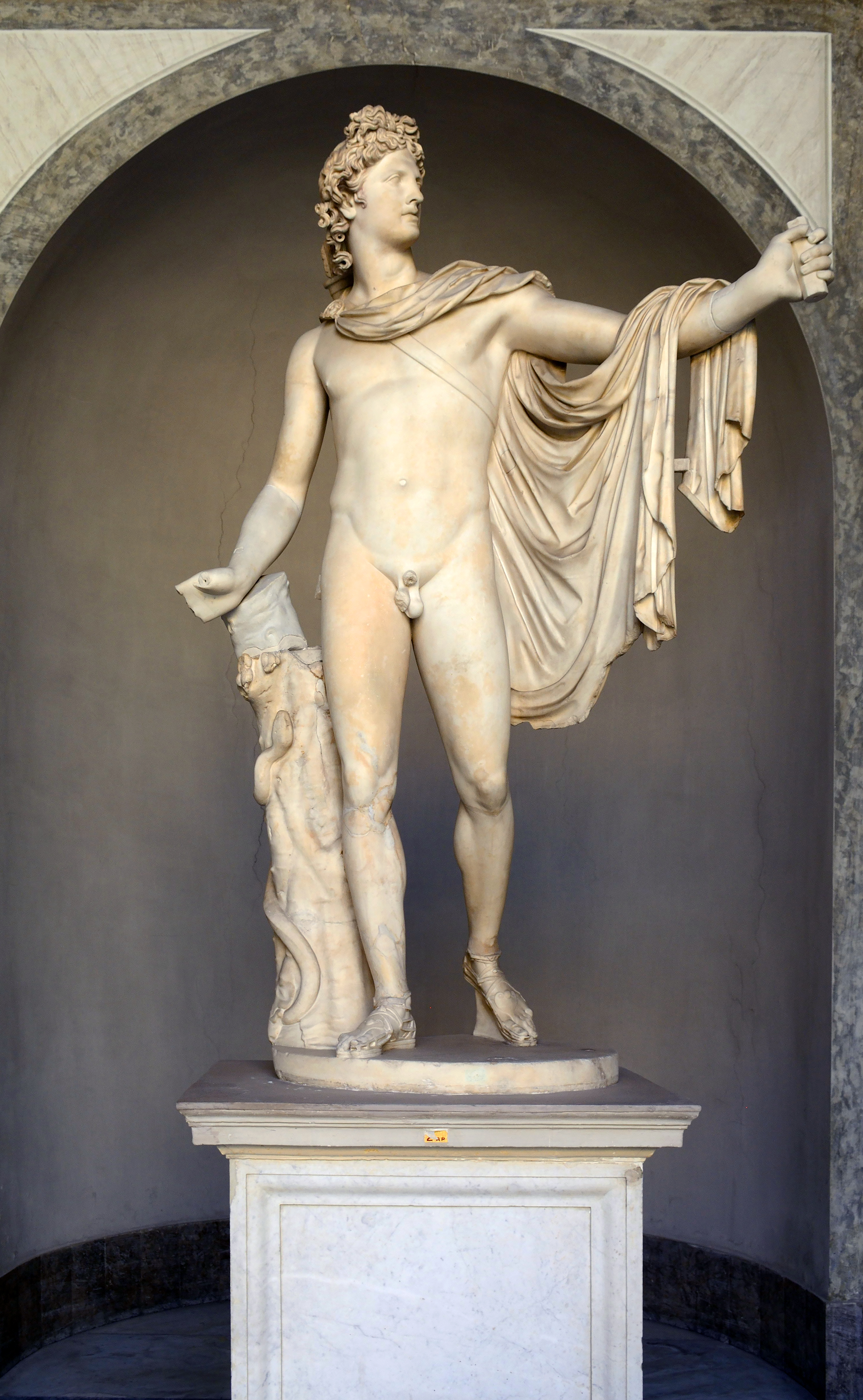
Apollo del Belvedere

La statua di marmo bianco, alta 224 centimetri, rappresenta il dio greco Apollo, che ha appena ucciso con le frecce del suo arco il serpente Pitone, divinità ctonia originaria di Delfi. La muscolatura, ancora tesa, lascia intendere lo sforzo che segue alla battaglia contro Pitone, mentre i capelli a boccoli ricadono fluidi sul collo e raccolti elegantemente sul capo, cinto dallo strophium, una fascia ornamentale simboleggiante una divinità o un re. Il dio è interamente nudo, ad eccezione della faretra a tracolla, dei sandali e del mantello (clamide) avvinto alla spalla destra, che si rovescia sul braccio sinistro ed in parte del dorso.
La parte inferiore del braccio destro (che in origine tendeva l'arco) e la mano sinistra, mancanti al momento del ritrovamento, vennero ricostruiti tra il 1532 e il 1533 da Giovanni Angelo Montorsoli, scultore e collaboratore di Michelangelo.
Nel 2024, al termine di un progetto di restauro volto a ridurre i problemi di staticità della scultura, si è deciso di sostituire la mano del Montorsoli con un calco ricavato dai frammenti in gesso di epoca romana ritrovati negli anni '50 durante uno scavo tra le rovine del Palazzo imperiale di Baia.

## Citazioni in letteratura
- A che serve ormai l'Apollo del Belvedere, se si hanno davanti agli occhi le forme nuove di un turboalternatore o il meccanismo di distribuzione di una locomotiva! (da L'uomo senza qualità di Robert Musil)